# Comuna Obrajiivka, Șostka
Obrajiivka (în ucraineană Ображіївка) este o comună în raionul Șostka, regiunea Sumî, Ucraina, formată din satele Krasulîne și Obrajiivka (reședința).

## Demografie
Componența lingvistică a comunei Obrajiivka
     Ucraineană (96,9%)
     Rusă (2,96%)
     Alte limbi (0,07%)
Conform recensământului din 2001, majoritatea populației comunei Obrajiivka era vorbitoare de ucraineană (96,9%), existând în minoritate și vorbitori de rusă (2,96%).